# Neoliomera praetexta
Neoliomera praetexta är en kräftdjursart som först beskrevs av M. J. Rathbun 1906.  Neoliomera praetexta ingår i släktet Neoliomera och familjen Xanthidae. Inga underarter finns listade i Catalogue of Life.